# Исида, Суи
Суи Исида (яп. 石田 スイ Исида Суи, род. 28 декабря 1986, префектура Фукуока) — японский мангака, наиболее известный как автор манги «Токийский гуль».

## Карьера
«Токийский гуль» начал создаваться в 2010 году как серия ваншотов, один из которых занял второе место по итогам 113-го Гран-при Weekly Young Jump. С 2011 по 2014 год манга публиковалась издательством Shueisha в журнале Weekly Young Jump; она получила новеллизацию и аниме-адаптацию и в 2014—2015 годах стала одной из самых продаваемых манг. Сиквел, «Токийский гуль:re», публикующийся с 2014 года, повторил успех основного произведения. К январю 2018 года общий тираж «Токийского гуля» с сиквелом по всему миру составил 34 миллиона копий.
Также Исида создал 69-страничную главу манги Ёсихиро Тогаси Hunter × Hunter, повествующую о прошлом Хисоки и выпущенную в цифровом формате в Shonen Jump+ 2 июня 2016 года.
В мае 2021 года Исида начал публикацию своей новой манги под названием «Тёдзин Х».

## Работы
| Название            | Год       | Детали                                                                          | Прим.         |
| ------------------- | --------- | ------------------------------------------------------------------------------- | ------------- |
| «Токийский гуль»    | 2011—2014 | Публиковалась в Weekly Young Jump издательством Shueisha. Насчитывает 14 томов. | [ 2 ]         |
| Tokyo Ghoul [Jack]  | 2013      | Публиковалась в Jump Live издательством Shueisha. Насчитывает 1 том.            | [ 11 ]        |
| «Токийский гуль:re» | 2014—2018 | Публиковалась в Weekly Young Jump издательством Shueisha. Насчитывает 16 томов. | [ 12 ]        |
| Jack Jeanne         | 2021      | Видеоигра, изданная Broccoli.                                                   | [ 13 ] [ 14 ] |
| «Тёдзин X»          | c 2021    | Публикуется в Tonari no Young Jump издательством Shueisha.                      | [ 15 ]        |